# Parque nacional de Berchtesgaden
El parque nacional de Berchtesgaden  (en alemán: Nationalpark Berchtesgaden) es un parque nacional de Alemania establecido en el año 1978, y que está situado en el estado de Baviera. Es el único parque nacional alpino alemán. Cubre un área de 213,64 km² y es parte de la "Reserva de la Biosfera de Berchtesgaden", reconocida por la UNESCO desde 1990.
El parque nacional de Berchtesgaden abarca los municipios de Ramsau bei Berchtesgaden y Schönau am Königssee. Limita al este, sur y suroeste con la provincia austríaca de Salzburgo donde se encuentra, literalmente, enclavado. Pertenece al macizo de los pre-Alpes orientales septentrionales.
En el lado del municipio de Ramsau, se encuentra el glaciar Blaueis.